# کمپانی فارس
کمپانی فارس در ۱۳۱۵ خورشیدی، با هدف صرافی و بانکداری تشکیل گردید. مدیر آن عبدالرحیم شیرازی بود. این تجارتخانه با صدور بیجک در بازار جنوب اعتبار بسیاری کسب کرد و توجه بازرگانان داخلی و خارجی را به خود جلب کرد. بانک شاهنشاهی به صدور بیجک از جانب این مؤسسه اعتراض و به استناد حق انتشار اسکناس، در ۱۳۲۲، از رواج بیجک‌های آن جلوگیری کرد؛ و نهایتاً این مؤسسه ورشکست شد.